# Závitník

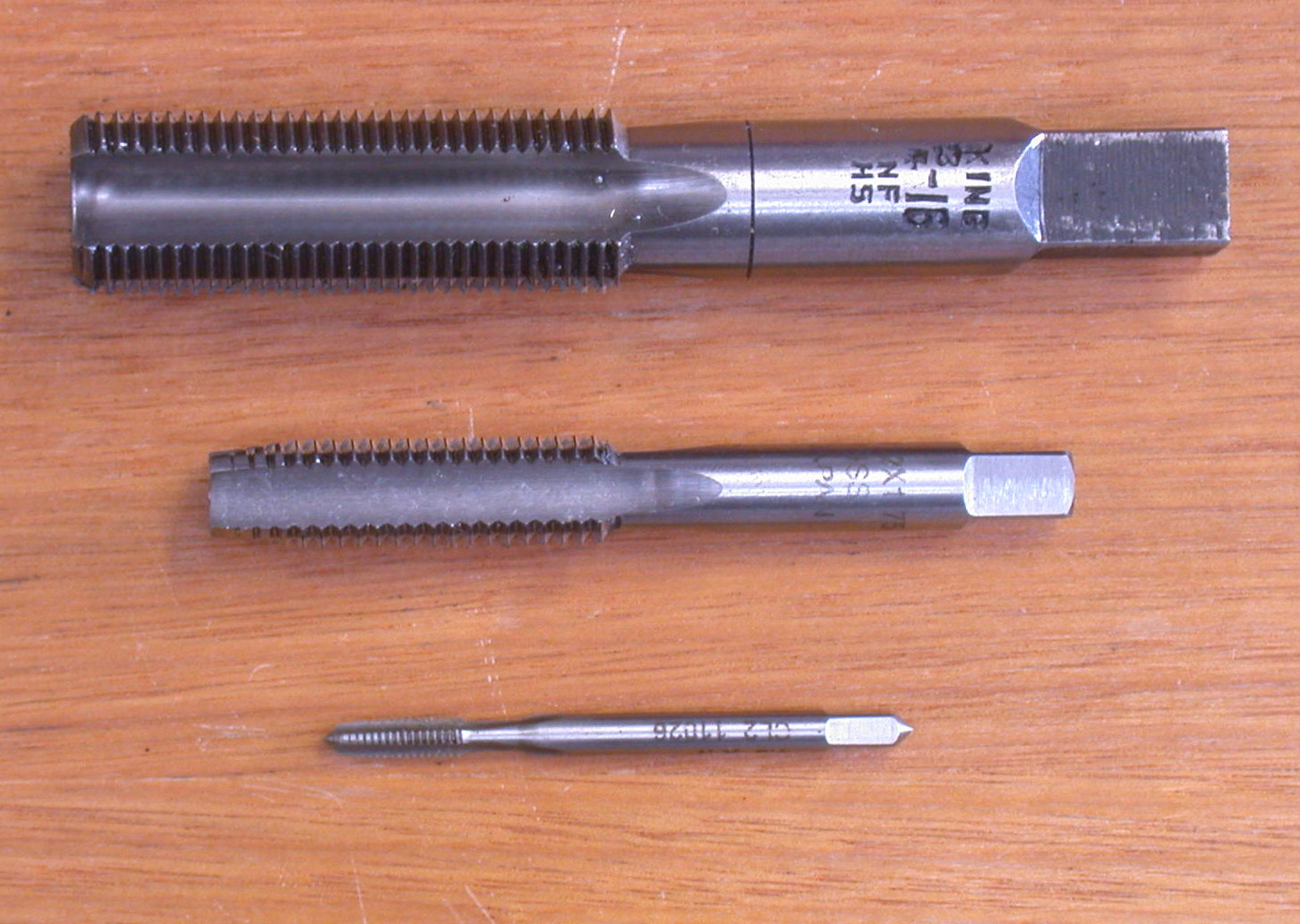
Tři různé velikosti závitníků

Závitník je nástroj sloužící k ručnímu i strojnímu řezání vnitřních závitů ve válcovém otvoru. Pro řezání vnějších závitů se používá závitové očko nebo závitnice. Oba nástroje se při ručním řezání upevňují do vratidel různé konstrukce, jež umožňují jejich snadné upnutí a působení dostatečné síly.
Obvykle se pro ruční vytvoření vnitřního závitu používá sada dvou nebo tří závitníků, které za pomoci vratidla postupně vyříznou požadovaný závit (označeny jsou obvykle jedním a dvěma proužky, kalibrační závitník je bez proužku). První závitník závit předřeže a bere 60 %, druhý závitník řeže 30 % a třetí dořezává 10 % materiálu a kalibruje. Pro řezání závitů v průchozích otvorech v průmyslové výrobě bývá použit jediný závitník (strojní závitník nebo maticový závitník), umožňující dokončit operaci bez výměny nástroje.

## Popis
Závitník má tvar šroubu, na kterém jsou vytvořeny břity pomocí jedné až osmi šroubovitých nebo přímých drážek. Která také slouží pro odvod vznikající třísky. Závitník je zakalen na vysokou tvrdost, vyroben může být z nástrojové oceli nebo z oceli rychlořezné. Někteří výrobci dodávají i závitníky z tvrdokovu (slinutého karbidu). Povrchová úprava může být bez, i s otěruvzdorným povlakem.
Závitníky je třeba během řezání závitu mazat mazivem dle druhu zpracovávaného materiálu - spektrum vhodných maziv je široké, od mýdlové směsi pro řezání do hliníku a duralu po řepkový olej pro řezání do ocelí. Při řezání závitů v litině se používá stlačený vzduch.
Závitníky a kruhové závitořezné matice (závitnice) se obvykle dodávají v sadách a to včetně nástrojů k jejich upnutí (vratidel). Existují i velké závitové nástroje s dělenými noži (například k řezání závitů na trubkách). Velké nebo atypické závity se vytvářejí na soustruzích a speciálních strojích.

## Tvářecí závitníky
Dalším způsobem je vytváření vnitřních závitů tvářením. Používají se k tomu tvářecí závitníky, které z materiálu neodebírají třísku, ale vytvářejí závit tak, že závitová šroubovice je do materiálu vymačkávána. Tyto závitníky nemají řezné drážky pro odvod třísek a proto nedochází k oslabení průřezu a jsou tak odolnější proti zlomení. Další výhodou neexistence třísek je, že zde nehrozí jejich namotání na závitník, nebo hromadění pod závitníkem při vytváření závitu do slepých děr. Tento způsob lze ovšem použít jen pro tvárné materiály ( nelze použít např. do litiny ). Předvrtaný otvor pro závit musí být větší než pro klasický řezný závitník ( viz tabulky dodávané výrobci závitníků ). Takto vytvořený závit má větší pevnost, protože při tváření dochází ke zhutnění materiálu.